# Mi dolor
Mi dolor es un tango cuya letra pertenece a Manuel Meaños  en tanto que la música es de Carlos Marcucci. Fue registrado en 1929 y grabado por Marcucci y su orquesta el 23 de mayo de 1930 y, posteriormente, por otros artistas.

## Los autores
Carlos Marcucci ( Barracas (Buenos Aires); 30 de octubre de 1903 - ídem 31 de mayo de 1957) fue un bandoneonista argentino de tango cuya familia se radicó en la localidad de Wilde, al otro lado del Riachuelo.Aprendió a tocar el bandoneón de oído, escuchando a su hermano mayor, que se había comprado uno. Carlos Gardel en 1923 le grabó el tango de su autoría Viejecita mía y en 1928, le grabó La reja, empezando a ser reconocido como El pibe de Wilde y llegó a tener su propia orquesta.
Manuel Meaños (Avellaneda, Argentina 21 de octubre de 1902 - ídem 29 de abril de 1959 ), cuyo nombre completo era Manuel Andrés Meaños y también era conocido como Marcos J. Méndez o Manuel A. Meaños, fue un letrista, escritor y periodista de larga trayectoria en su país. Escribió la letra original del tango y más adelante, cuando la censura prohibió su transmisión por radio, hizo un segundo texto.

## Grabaciones
La primera grabación de Mi dolor fue por la orquesta de Carlos Marcucci con el cantor Roberto Díaz el 23 de mayo de 1930y luego fue registrado, entre otros, por las orquestas de Juan D’Arienzo con Osvaldo Ramos, Julio De Caro con Marcucci en bandoneón cantando Orlando Verri, el Sexteto Tango con Jorge Maciel, los cantores Carlos Almagro, Claudio Bergé, Gloria Díaz con la orquesta de José Basso en 1976 para el sello Embassy, Alberto Gómez, Héctor Mauré, Hernán Salinas con Carlos García, Enzo Valentino con orquesta en 1957 para la discográfica T.K. y Ángel Vargas con su orquesta dirigida por Edelmiro D'Amario el 24 de noviembre de 1955 para RCA Victor; fue registrado en versión instrumental por Gabriel Clausi en solo de bandoneón, Alfredo De Angelis con un arreglo en que las cuerdas sustituyen a los bandoneones el 23 de mayo de 1957 para Odeon, Fulvio Salamanca y su Trío y Héctor Varela.
Con la letra censurada lo grabó en 1947 Domingo Federico con el cantor Oscar Larroca.

## Censurado
A partir de 1943 dentro de una campaña iniciada por el gobierno militar que obligó a suprimir el lenguaje lunfardo, como así también cualquier referencia a la embriaguez o expresiones que en forma arbitraria eran consideradas inmorales o negativas para el idioma o para el país y Meaños debe modificar el texto para que se permita su difusión. 
Donde la letra original el protagonista decía que su alma:
"sufrió al creer en los engaños y promesas del amor"
Ahora difiere la razón de su sufrimiento porque su alma
"sufrió al querer la incomprensión de mis creencias y tu amor"
El protagonista que reconoce en el texto original
"A tus caprichos yo cedí y me pagaste con traición"
Ahora se retracta y afirma castamente que:
"a tus encantos resistí mas engañaba mi pasión"
Lo que en la letra original es
"nunca he de volver a mendigar tu querer"
Pasa ahora a:
"pienso que acaso he de volver  recordar tu querer"
En el texto original el protagonista dice que adonde fue:
"del amor conocí la delicia hasta embriagar y el placer que sentí mi dolor llegó a curar"
Y en el nuevo texto, desaparece toda referencia a lo que hizo cuando partió.
Las restricciones continuaron al asumir el gobierno constitucional el general Perón y en 1949 directivos de Sadaic le solicitaron al administrador de Correos y Telecomunicaciones en una entrevista que se las anularan, pero sin resultado. Obtuvieron entonces una audiencia con Perón, que se realizó el 25 de marzo de 1949, y el Presidente –que afirmó que ignoraba la existencia de esas directivas- las dejó sin efecto y Los mareados al igual que otros muchos tangos pudo volver a su nombre y letra anteriores si bien por temor de los músicos algunas piezas, como el tango Al pie de la Santa Cruz y la Milonga del 900, siguieron ejecutándose con modificaciones en las partes a las que se podía asignar contenido político.